# Tomina (gemeente)
Tomina is een gemeente (municipio) in de Boliviaanse provincie Tomina in het departement Chuquisaca. De gemeente telt naar schatting 8.735 inwoners (2018). De hoofdplaats is Tomina.

## Indeling
De gemeente bestaat uit 1 kanton en diverse onderkantons:
- Viceantón Achatalas - 195 inwoners (2001)
- Vicecantón Arquillos (Sirao Kasa) - 584 inw.
- Vicecantón Comunidad Corso - 313 inw.
- Vicecantón Comunidad Khuri - 496 inw.
- Vicecantón Comunidad Tomina La Chica - 117 inw.
- Vicecantón Fuerte Rua - 529 inw.
- Vicecantón Guerra Mayu - 152 inw.
- Vicecantón Ichu Pampa - 220 inw.
- Vicecantón K'Anallas - 170 inw.
- Vicecantón Khawasiri - 169 inw.
- Vicecantón Olopo - 103 inw.
- Vicecantón Otorongo - 306 inw.
- Vicecantón Pampas Abajo Centro - 940 inw.
- Vicecantón Pampas Arriba - 147 inw.
- Vicecantón Potreros - 258 inw.
- Vicecantón Pucara - 403 inw.
- Vicecantón Puna Mayu - 289 inw.
- Vicecantón Quirusilla - 201 inw.
- Vicecantón Rodeo Porvenir - 560 inw.
- Vicecantón Rumi Cancha - 118 inw.
- Vicecantón Sobo Sobo - 381 inw.
- Vicecantón Tablas - 191 inw.
- Vicecantón Tarabuquillo - 300 inw.
- Vicecantón Thuru Cancha (Rosas Pampa - Kocha Kocha) - 414 inw.
- Vicecantón Thuru Mayu - 512 inw.
- Vicecantón Tomina - 983 inw.
- Vicecantón Villa Flores - 279 inw.